# Spallanzania tabida
Spallanzania tabida là một loài ruồi trong họ Tachinidae.